# Kieler SV Holstein
 (août 2023).
Si vous disposez d'ouvrages ou d'articles de référence ou si vous connaissez des sites web de qualité traitant du thème abordé ici, merci de compléter l'article en donnant les références utiles à sa vérifiabilité et en les liant à la section « Notes et références ».
 (janvier 2021).
Maillots
Actualités
Le Kieler SV Holstein 1900 (familièrement appelé Holstein Kiel) est un club allemand de football localisé à Kiel dans le Schleswig-Holstein.
Le club a évolué pour la première fois de son histoire en Bundesliga lors de la saison 2024-2025. Il est relégué en 2. Bundesliga, la saison suivante.

## Repères historiques
- 1900 : fondation du Kieler Fussball Verein par des membres du Kieler Männer Turnverein 1844. En 1902, le club est renommé 1. Kieler Fussball Verein.
- 1902 : fondation du Fussball Verein Holstein. En 1914, le club est renommé Sport Verein Holstein 1902.
- 1917 : fusion du 1. Kieler Fussball Verein avec le Sport Verein Holstein 1902 pour former le Kieler Sportvereinigung Holstein 1900 e.V.[2].

## Histoire

### Création et fusion (1900-1925)
Le club vit le jour, sous le nom de Kieler FV, le 7 octobre 1900, sous l'impulsion de membres du Kieler MTV 1844, un club local de gymnastique.
Le club fut renommé 1. Kieler FV peu après, sans doute après que d'autres équipes de football eurent été créées dans la localité de Kiel.
Le 4 mai 1902 fut fondé le FV Holstein 1902. Ce club et le 1 Kieler FV furent des fondateurs en 1903 de la Verband Kieler Fussballvereine (VKF), puis en avril 1905 de la 
Norddeutscher Spiel-Verband (NSV).
Si le 1. Kieler FV reste relativement anonyme, le FV Holstein 1902 se montre performant. Remportant plusieurs fois les ligues régionales auxquelles il participait, il est Champion d'Allemagne du Nord à plusieurs reprises. Il est aussi vice-champion d'Allemagne en 1910, perdant de peu la finale jouée à Cologne contre le Karlsruher FV (1-0).
Deux ans plus tard, le FV Holstein 1902 fête son dixième anniversaire en s'offrant un titre de champion d'Allemagne. Pour parvenir en finale, le club élimine deux adversaires berlinois. D'abord le Berliner FC Preussen (2-1), puis le tenant du titre du Berliner TuFC Viktoria 89 (1-2, après deux prolongations 0-0 puis 1-1). En finale, au Stade Hoheluft de Hambourg, Kiel prend sa revanche sur Karlsruher FV (1-0).
En 1914, le FV Holstein 1902 qui s'était développé et comptait plusieurs sections sportives change son nom en SV Holstein 1902.
Tant le 1. Kieler FV que le SV Holstein 1902 sont terriblement affaiblis par la Première Guerre mondiale. Le 6 juin 1917, les deux clubs fusionnèrent pour former le Kieler SV Holstein 1900. Dans le langage courant, le club sera souvent appelé Holstein Kiel.

### L'âge d'or (1925-1945)
Le club fusionné doit patienter jusqu'en 1926 pour reconquérir le titre de Champion d'Allemagne du Nord et prendre part au tour final national. Il y est éliminé (3-1), en demi-finales par le SpVgg Fürth.
L'année suivante, le club prolonge son titre au Nord mais ne dépasse pas les quarts de finale du tour final, battu (4-2) par le Hertha BSC Berlin.
En 1928, le Kieler SV Holstein 1900 fait partie du mouvement de contestation qui secoue la fédération régionale d'Allemagne du Nord et reste dans l'Histoire sous l'appellation de Fussball Revolution. Il termine tout de même vice-champion derrière le Hambourg SV. C'est encore le Hertha Berlin qui lui barre la route lors du tour final (0-4).
En 1929, le club termine une nouvelle fois derrière le Hambourg SV. Cette fois, il ne franchit pas le premier tour de la phase finale, étrillé (1-6) par le 1. FC Nuremberg.
Le titre de la NSV lui revient en 1930. Holstein Kiel se fraye un chemin jusqu'en finale du championnat national, éliminant successivement le VfB Leipzig (4-3), l'Eintracht Francfort (4-2) et le Dresdner SC (2-1). La finale qui se joue au Rheinstadion de Düsseldorf marque l'Histoire. Le Hertha BSC Berlin s'impose (5-4), au terme d'un match plein.
En 1931, le club est deuxième derrière Hambourg et atteint une nouvelle fois les demi-finales nationales où il s'incline (2-0) contre le TSV Munich 1860. Lors de l'édition suivante, Holstein Kiel s'arrête en quarts de finale face au 1. FC Nuremberg (0-4).
À la fin de la saison 1932-1933, pour la première fois depuis sept saisons, le Kieler SV Holstein 1900 n'obtient pas l'une des deux premières places du Championnat d'Allemagne du Nord.
Mais cette saison est aussi celle pendant laquelle, en dehors du football, l'Allemagne connaît un bouleversement politique au retentissement et aux conséquences internationales. En février 1933, Adolf Hitler et son NSDAP arrivent au pouvoir. Sous l'impulsion du DRL/NSRL, les Nazis instrumentalisent le sport et en font un moyen de propagande. Les compétitions de football sont réformées, avec la création de seize ligues régionales appelées Gauligen.
Le Holstein Kiel est versé dans la Gauliga Nordmark dont il ne parvint pas à remporter le moindre titre. En vue de la saison 1942-1943, la Gauliga Nordmark est scindée en trois ligues distinctes. Holstein Kiel joue alors dans la Gauliga Schleswig-Holstein. Il en gagne les deux titres mis en jeu durant la Seconde Guerre mondiale.
En 1943, le club trébuche en demi-finales contre le Dresdner SC (1-3) avant de s'adjuger la troisième place devant le First Vienna (4-1). L'année suivante, Kiel s'arrête en huitièmes de finale contre le Hertha Berlin (4-2).
En 1945, le club est dissous par les Alliés, comme tous les clubs et associations allemandes (voir Directive no 23). Le club est rapidement reconstitué et reprend rapidement son nom de Kieler SV Holstein 1900.

### Le recul (1945-1981)
Le club ne retrouva jamais son statut d'avant-guerre. De 1947 à 1963, il évolue dans l'Oberliga Nord, une des cinq ligues majeures créées par la DFB.
Lors de la création de la Bundesliga, au terme de la saison 1962-1963, Holstein Kiel n'est pas retenu pour la nouvelle élite et est versé dans la Regionalliga Nord (Niveau 2). Il en remporte le titre en 1965, mais lors du tour final il est devancé par le Borussia Mönchengladbach et le SSV Reutlingen 05. Seul le premier de groupe était promu.
Quand les Regionalligen cèdent la place à la 2. Bundesliga en fin de championnat 1973-1974, le SV Hosltein manque de peu le bon wagon. Huitième d'un classement établi sur base des résultats combinés des saisons récentes, le club ne parvient pas à rester au deuxième niveau car un autre club de la région Nord, le Hannover SV 96 y est relégué depuis l'élite.
Holstein Kiel se retrouve ainsi en Oberliga Nord. Après deux saisons moyennes, le club joue une première fois, mais sans succès, le tour final pour la montée en 1977. À la fin de la saison 1977-1978, le club termine quatrième de l'Oberliga Nord. Il dispute un barrage contre le 1. FC Paderborn. La lutte est difficile : après une égalité aux manches aller-retour (2-2 à deux reprises), le test-match ne peut être conclu qu'aux tirs au but (4-2) en faveur de Kiel. Versé ensuite dans un groupe de 4, Holstein obtient la deuxième place derrière le SC Wacker 04 Berlin, ce qui lui permet de monter en 2. Bundesliga, Groupe Nord.
Holstein Kiel rejoue trois années au deuxième niveau, mais quand en fin de saison 1980-1981, la 2. Bundesliga fut ramenée à une seule série, il redescend.

### Un bon club de niveau 3 (1981-1996)
Le club reste alors au troisième étage de la pyramide du football allemand. Le plus souvent dans la première partie du tableau, il ne fut pourtant jamais en mesure de participer au tour final pour la montée.
En 1994, dans la mouvance des restructurations de ligue faisant suite à la réunification allemande, sont instaurées les Regionalligen au niveau 3. Holstein Kiel est placé dans la Regionalliga Nord.
Après une saison en milieu de classement, le Kieler SV Holstein 1900 recule au 4e niveau après une dernière place subie en fin de championnat 1995-1996.

### En route vers l'élite  (depuis 1996)

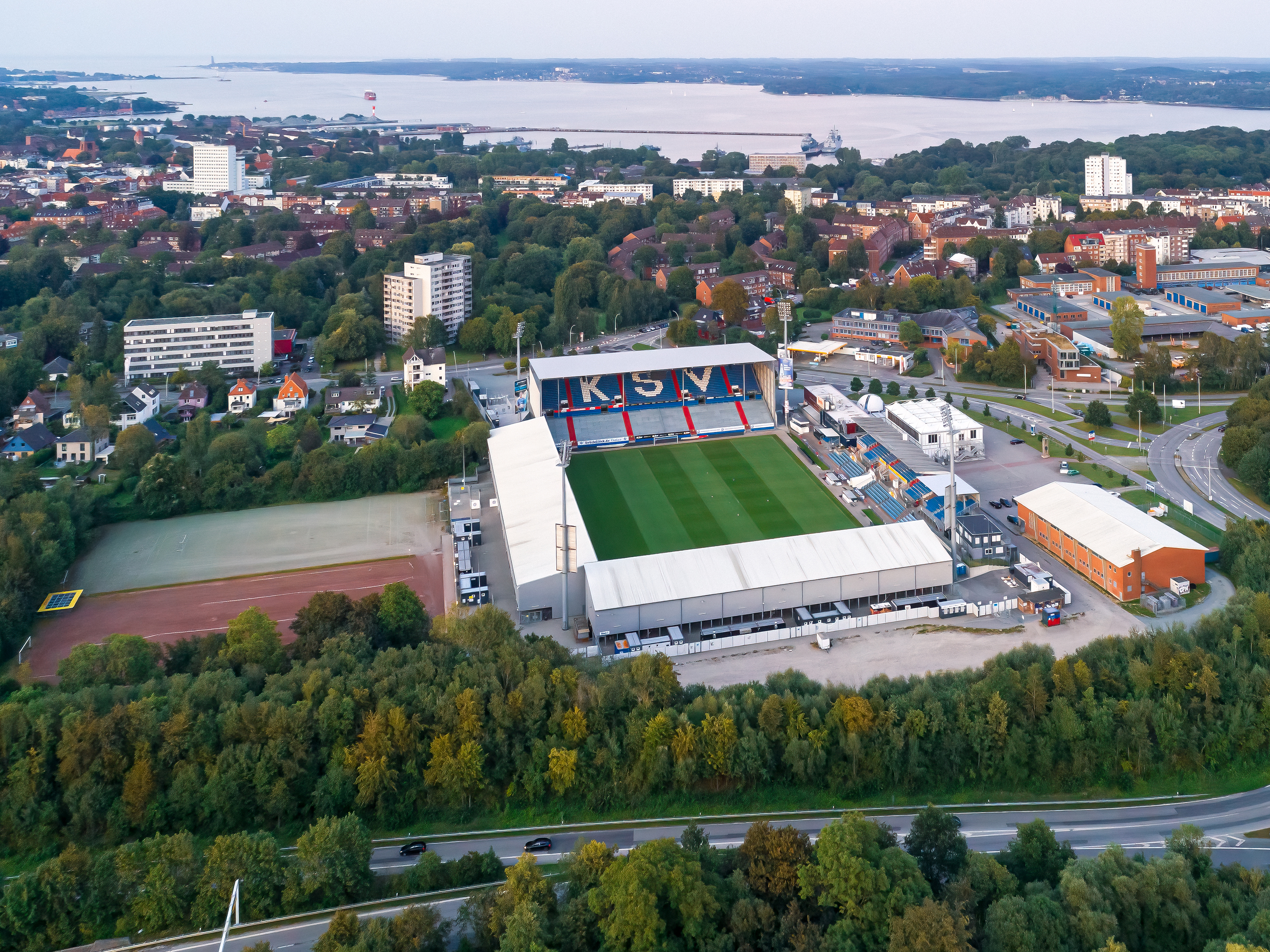
Stade de Holstein Kiel.

Le club se retrouve ainsi en Oberliga Hamburg/Schleswig-Holstein. Après deux saisons, il en conquiert le titre et peut réintégrer le 3e niveau. Mais, deux ans plus tard, la Regionalliga est réduite de 4 à 2 séries, aux dépens du club.
Holstein Kiel retourne au niveau 4 et est champion immédiatement en 2001. Après un barrage contre le 1. SC Göttingen 05 (champion de l'Oberliga Bremen/Niedersachsen), Kiel remonte en Regionalliga Nord.
Le club se réinstalle en "Division 3". Au fil des saisons, il approche des premières places puis loupe son championnat 2006-2007 et est relégué en Oberliga. Le purgatoire ne dure qu'une saison. Holstein Kiel remporte le titre de l'Oberliga Nord dès 2008, c'est-à-dire juste avant que cette ligue ne devienne le niveau 5 de la hiérarchie en raison de la création de la 3. Liga.
Titré, le Kieler SV Holstein obtient le droit de rester au 4e niveau, qui hérite du nom de Regionalliga Nord. Il en conquiert le titre 2009 et remonte au 3e niveau.
Holstein Kiel ne termine sa première saison en 3. Liga qu'à l'avant-dernière des 20 places. Il est donc relégué en Regionalliga Nord, soit le 4e niveau de la hiérarchie du football allemand.
Le club réalise l'exploit d'accéder aux quarts de finale de la coupe d'Allemagne 2011-2012 après sa victoire contre Mayence (2-0) le mercredi 21 décembre 2011. Mais il s'arrête à ce stade de la compétition éliminé (0-4) le 7 février 2012 par le champion en titre, le BVB Dortmund.
Le club remonte en 3e division allemande à l'issue de la saison 2013, puis en deuxième division en 2017. Le club manque la montée en Bundesliga en 2018 en barrages contre Wolfsbourg.
Le Holstein réalise un nouvel exploit en coupe d'Allemagne en janvier 2021 en éliminant le Bayern Munich, récent vainqueur de la ligue des champions, en 16ème de finale aux tirs au but. Après avoir éliminé Darmstadt (D2) et Essen (D4), le club se hisse pour la première fois de son histoire d'après-guerre en demi-finale. Les cigognes sont comme neuf ans auparavant éliminées par le BVB, de manière intraitable (5-0) avec les cinq buts inscrits en première mi-temps.

## Palmarès
| Compétitions nationales | Compétitions régionales |
| - Championnat d'Allemagne (1) - Champion : 1912 - Vice-champion : 1910, 1930 - Troisième : 1943 - Championnat d'Allemagne de troisième division - Vice-champion : 2017 | - Championnat d’Allemagne du Nord (6) - Champion : 1910, 1911, 1912, 1926, 1927 et 1930 - Vice-champion : 1914, 1922, 1923, 1928, 1929, 1931 et 1932 - Gauliga Nordmark (1) - Champion : 1937 - Gauliga Schleswig-Holstein (2) - Champion : 1943, 1944 - Regionalliga Nord (1963-1974) (1) - Champion : 1965 - Regionalliga Nord (2) - Champion : 2009, 2013 - Oberliga Nord (5) - Champion (premier niveau) : 1953, 1957 - Champion (quatrième niveau) : 2008 - Champion (quatrième niveau Oberliga Hamburg/Schleswig-Holstein ) : 1998, 2001 |

## Personnalités du club

### Effectif professionnel actuel
Le premier tableau liste l'effectif professionnel d'Holstein Kiel pour la saison 2024-2025. Le second recense les prêts effectués par le club lors de cette même saison.
En grisé, les sélections de joueurs internationaux chez les jeunes mais n'ayant jamais été appelés aux échelons supérieurs une fois l'âge-limite dépassé ou les joueurs ayant pris leur retraite internationale.